# Іслейвур Гіссурарсон
Іслейвур Гіссурарсон (ісл. Ísleifur Gissurarson) (*1006 — †5 липня 1080) — ісландський клірик, перший єпископ Ісландії.

## Життєпис
Його батьками були Гіссур Тейтссон з клану Мосфеллінґів та Тоурдіс Тоуроддсдоуттір. Після навчання в Герфорді в Німеччині, його було призначено єпископом Ісландії у 1056 році, через рукоположення Адальберта Гамбурзького, архиєпископа Бремена. Він заснував єпархію в своєму родинному маєтку в Скалгольті та заклав школу. Одним з його учнів був Йоун Екмюнссон, що пізніше став першим єпископом в Гоуляр.
Іслейвур служив єпископом 24 роки, аж до своєї смерті. Його дружину звали Далла Торвалдсдоуттір і вони мали трьох синів: Торвальдура, Тейтура та Гіссура, який перейняв єпископство по смерті батька.